# Leena Günther
Leena Günther (Keulen, 16 april 1991) is een atleet uit Duitsland.
Bij het WK junioren in 2010 liep ze naar een zilveren medaille op de 4x100 meter estafette.
Op de Europese kampioenschappen atletiek 2012 werd ze Europees kampioene op de 4x100 meter estafette.
Op de Olympische Zomerspelen van Londen in 2012 liep ze voor Duitsland de 4x100 meter estafette, waarin het Duitse estafette-team vijfde werd.
- World Athletics: 14277843